# Benjamin Wedel

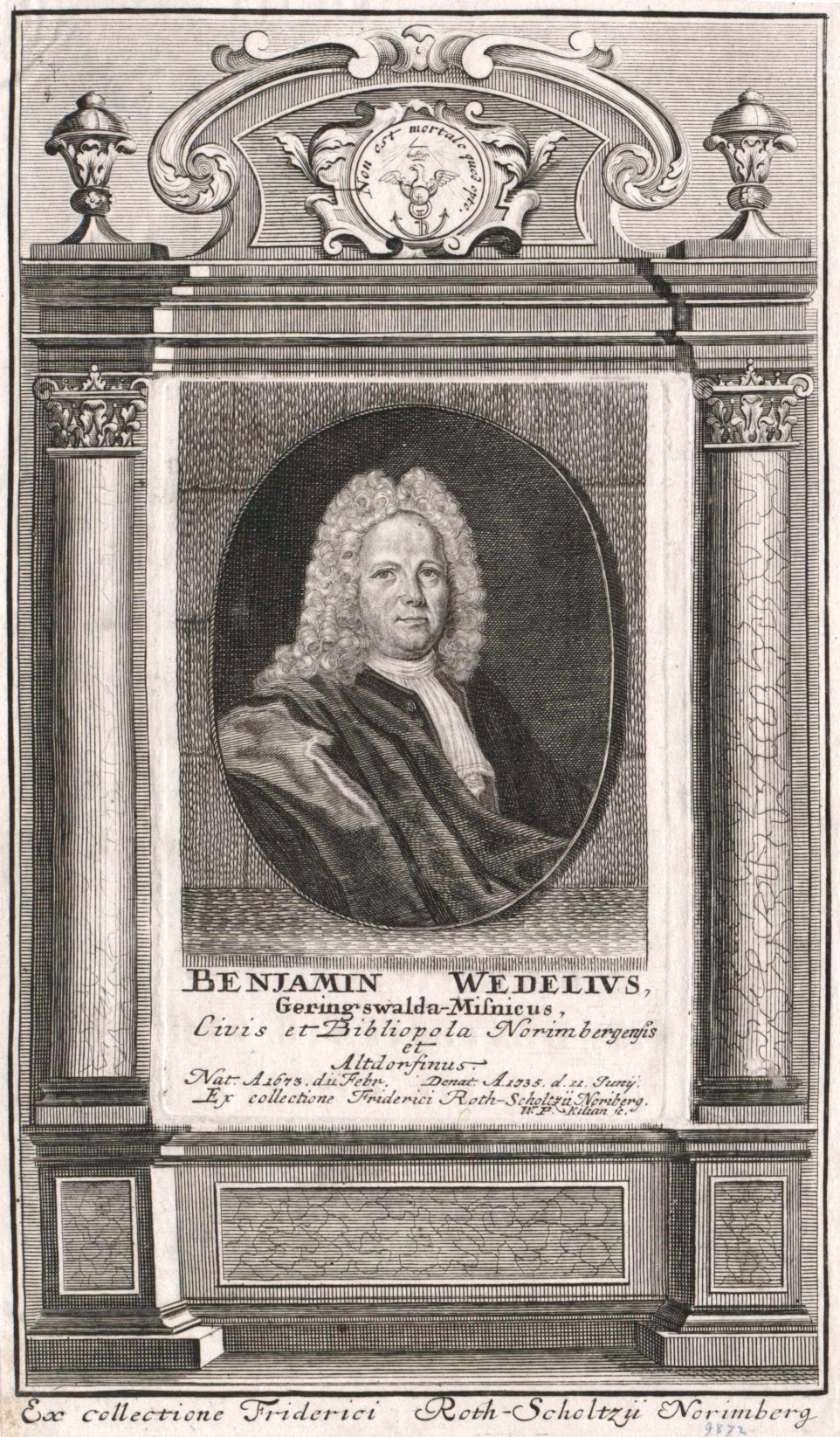
Benjamin Wedel, Stich von Wolfgang Philipp Kilian

Benjamin Wedel (* 1673 in Geringswalde; † 1736) war Buchhändler und Verleger in Hamburg und später in Nürnberg und Altdorf bei Nürnberg.

## Leben
Benjamin Wedel gewann Berufspraxis im Buchhandel im Geschäft, das Gottfried Liebernickel in Hamburg im Dom betrieb. Für Liebernickel unternahm er die Reisen zu den Buchmessen nach Frankfurt und Leipzig. 1705 heiratete er in Braunschweig Dorothea (?) Wehrmann, die jedoch bereits im Sommer 1706 in ihrem ersten Kindbett verstarb; das Kind überlebte die Geburt. Kontakte nach Nürnberg scheint Wedel bereits 1710 unterhalten zu haben. Überliefert ist der Brief den Christian Friedrich Hunold dem Freund dieses Jahres schrieb mit Klage darüber, dass der sich von Leipzig aus nach Nürnberg begab, ohne ihn in Halle zu besuchen. Der Brief bietet einen Steckbrief, den Hunold ihn bat in einer Nürnberger Zeitung zu veröffentlichen:
Werthester Herr Bruder.
Laß doch in Nürnberg in die Zeitung setzen, ob nicht ein Mensch von mittelmäßiger Statur, starck bey Leibe, in einer braunen Peruque, mehr länglich als rund von Gesicht, brauner und rother Farbe, (wenn er Wein getruncken) vercourtoiisirten Augen, moraliter bösen Maule, freier Stirne, und verdebauchirten Waden, seines Alters 36. Jahr, mit Nahmen B. W. in Francken möchte anzutreffen seyn; weil er sich ohnlängst in Leipzig verlohren, daß viele Freunde nicht wissen, wohin er gestoben und geflogen. Soltest du denselben erfragen, gib ihm eine Feder in die Hand und nöthige ihn an mich zu schreiben: Ich bin bishero ein fauler Schelm gewesen, und will solches hinführo nicht mehr seyn. Wenn er dieses gethan, so gib ihm ein Glaß-Wein zu sauffen, und berichte ihm von mir, daß ich noch in Halle gesund, und in dem vorigen Stande lebe. Hierdurch geschieht mir ein sonderbarer Gefallen, und ich verharre davor
Meines werthen Herrn Bruders
Halle, den 22 Aug.
1710
treuer Diener
Hunold
Wedel heiratete schließlich eine der beiden Töchter des 1716 verstorbenen Nürnberger Verlegers Johann Daniel Tauber und übernahm 1719 dessen mit der Universität Altdorf eng verbundenes Verlagsgeschäft. Von ihm stammt die Biographie Christian Friedrich Hunolds, dessen skandalösen Satyrischen Roman er 1706 in Hamburg verlegte.